# Вест-Карсон (Каліфорнія)
Вест-Карсон (англ. West Carson) — переписна місцевість (CDP) в США, в окрузі Лос-Анджелес штату Каліфорнія. Населення — 22 870 осіб (2020).

## Географія
Вест-Карсон розташований за координатами 33°49′23″ пн. ш. 118°17′37″ зх. д. / 33.82306° пн. ш. 118.29361° зх. д. (33.823139, -118.293685).  За даними Бюро перепису населення США в 2010 році переписна місцевість мала площу 5,90 км², з яких 5,87 км² — суходіл та 0,03 км² — водойми.

## Демографія
Згідно з переписом 2010 року, у переписній місцевості мешкало 21 699 осіб у 7166 домогосподарствах у складі 5062 родин. Густота населення становила 3676 осіб/км².  Було 7426 помешкань (1258/км²).
Расовий склад населення:
| - 35,2 % — білих - 31,0 % — азіатів - 10,7 % — чорних або афроамериканців - 1,4 % — вихідців з тихоокеанських островів - 0,9 % — корінних американців - 15,7 % — осіб інших рас |

До двох чи більше рас належало 5,1 %. Частка іспаномовних становила 32,7 % від усіх жителів.
За віковим діапазоном населення розподілялося таким чином: 18,7 % — особи молодші 18 років, 63,3 % — особи у віці 18—64 років, 18,0 % — особи у віці 65 років та старші. Медіана віку мешканця становила 42,1 року. На 100 осіб жіночої статі у переписній місцевості припадало 94,9 чоловіків;  на 100 жінок у віці від 18 років та старших — 91,8 чоловіків також старших 18 років.
Середній дохід на одне домашнє господарство  становив 78 231 долар США (медіана — 64 613), а середній дохід на одну сім'ю — 86 694 долари (медіана — 72 844). Медіана доходів становила 45 301 долар для чоловіків та 50 048 доларів для жінок. За межею бідності перебувало 8,2 % осіб, у тому числі 10,8 % дітей у віці до 18 років та 8,8 % осіб у віці 65 років та старших.
Цивільне працевлаштоване населення становило 10 012 особи. Основні галузі зайнятості: освіта, охорона здоров'я та соціальна допомога — 25,1 %, науковці, спеціалісти, менеджери — 12,3 %, виробництво — 12,1 %.